# Alice in Wonderland (1976)
Alice in Wonderland ist ein US-amerikanischer, pornografischer Kinofilm. Das humorvolle „Porno-Musical“ aus dem Jahr 1976 von Regisseur Bud Townsend basiert frei auf Lewis Carrolls Geschichte von Alice im Wunderland und zählt zu den Klassikern des Genres. Die Musik und Liedtexte schrieben Bucky Searles und Peter Matz (The Carol Burnett Show), den Film produzierte William Osco, dessen Team zwei Jahre zuvor bereits mit großem Erfolg Flesh Gordon realisiert hatte.
Alice in Wonderland entwickelte sich innerhalb weniger Wochen zum Überraschungserfolg. Nach kurzer Zeit waren für viele Länder Verleihe gefunden und der Film wurde zu internationalen Festivals eingeladen. Mit seinem Porno Chic und poppiger Stilisierung traf er besonders in Europa den Zeitgeist recht genau.

## Handlung

### Kurzfassung
Die Grundkonstellation ist die gleiche wie bei Carrolls Buchvorlage, wird allerdings punktuell verändert, um einen erwachsenen Blickwinkel zu ermöglichen: Alice Townsends, eine jungfräuliche, prüde und verklemmte Bibliothekarin, will unberührt in die Ehe gehen, bevor sie unversehens in die Traumwelt eines sexuellen Wunderlandes gerät und am Ende, voller Lebenslust und Freude, ihre Einstellung ändert.

### Inhalt
Alice weist ihren Freund William, der schon länger um sie wirbt und seine Angebetete nun zum eindeutigen „Liebesbeweis“ im Bett drängt, heftig zurück. Sie ist aufgebracht und verwirrt, da sie eigentlich William weder verletzen noch verlieren wollte. Als sie danach im Buch von Lewis Carroll Alice im Wunderland blättert und ein Lied darüber singt, wie man lernt, frei zu werden, und wie schön es wäre, noch einmal als eine andere Person aufzuwachsen und das Leben durchzuleben, taucht plötzlich ein großer Hase mit weißen Ohren auf.
Als sie diesem folgt, landet sie in einem Wunderland voller Menschen und anderer, menschenähnlicher Figuren, die miteinander kopulieren oder anderweitig erotischen Umgang pflegen. Ihre Offenheit, Kontaktfreudigkeit, Verspieltheit, Fröhlichkeit und Spontanität helfen ihr, intuitiv Wege und Mittel zu finden, um Forschungsdrang, unbefangene Experimentierfreude und sexuelle Wissbegierde zu befriedigen und Schritt für Schritt eigene erotische Erfahrungen zu machen.
War Alice der eigene Körper bisher fremd und nur bruchstückhaft vertraut, so wird er ihr nun mit allen Funktionen genitaler Sexualität erfahrbar und entwickelt sich zur Basis ihres weiblichen Selbst. Die besondere Natur der Sexualität führt dazu, dass ihre triebhaften Entscheidungen häufig in der Hitze des Momentes, also im Zustand emotionaler und körperlicher Erregung, getroffen werden und dementsprechend nicht die Folge sorgfältiger, rationaler Überlegungen darstellen.
Aufregende, surreale Entdeckungen im wollüstigen Wunderland ermöglichen es Alice, geheime bzw. unbewusste erotische Phantasien offen auszuleben und den eigenen Körper als Lust spendend und liebenswert zu erfahren sowie diese Erfahrung im Kontakt mit anderen zu erweitern. Erst in der Zauberwelt gelingt es Alice, den eigenen Körper zu erforschen, Vorlieben und Erregbarkeiten kennenzulernen, sich selbst lustvoll zu berühren, erotisches Vergnügen zu empfangen und anderen Genuss zu schenken. Sie genießt die Geschlechtlichkeit und Sinnenfreude und lernt die archaische, vitale Gewalt der Sexualorgane kennen.
Alice wandert als Mischung aus Unschuld und Sinnlichkeit schlafwandlerisch durch das Land und bewahrt auch in den bizarrsten erotischen Abenteuern ihre physische Jungfräulichkeit. Sie sehnt sich nun nach Realität. Sie kehrt schließlich in ihre normale Welt als offene, nicht mehr verklemmte Frau zurück. Sie erhört deshalb William, stimmt dem Verlust der Unschuld zu und wird zu seiner Geliebten: die beiden besiegeln ihre Liebe mit der Entjungferung von Alice.

## Inszenierung
Der Regisseur greift in seinen Bildkompositionen auf Sujets von Musical, Märchen und Erotikfilm zurück. Bei den letztgenannten Szenen setzt die Kameraführung gezielt die in diesem Genre bevorzugten Nahaufnahmen ein. Der visuelle Grundstil des Films baut auf einer natürlichen Farb- und Lichtdramaturgie. Die Farbgestaltung in Freiluftszenen korrespondiert mit einer sorgfältigen Lichtnutzung. Es wurde dabei fast kein Kunstlicht, sondern nur das natürliche Licht genutzt.

## Drehorte
Der Film wurde in nur zehn Tagen an der US-Ostküste unweit von New York im Tal des Hudson River gedreht. Die Szenen in der öffentlichen Bibliothek wurden in Athens Lower Village Historic District in der D.R. Evarts Central Library aufgenommen, die Außenaufnahmen sind in Catskill Forest in der Nähe von Palenville und im Park rund um das Olana-Schloss entstanden.

## Kritiken

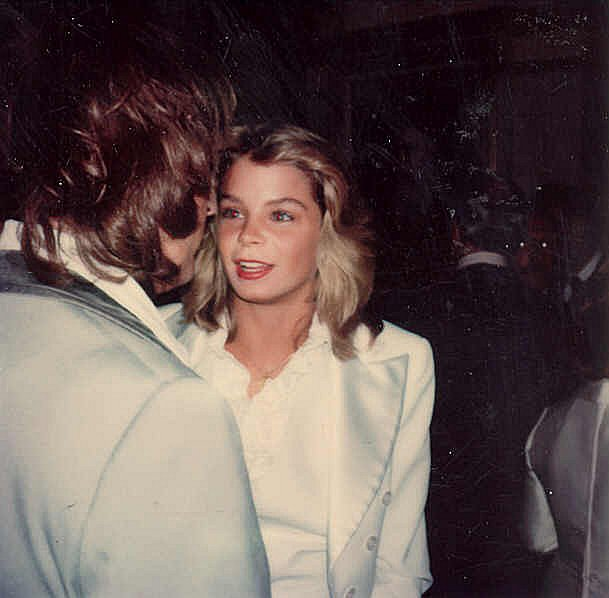
Kristine DeBell bei der Premiere des Films A Star Is Born (1976)

Alice in Wonderland ist ein Beispiel für einen ambitionierten Film, der nicht nur pornografische Schauwerte bietet, sondern auch gehobeneren Ansprüchen genügen sollte. Fast alle wichtigen englischsprachigen Filmzeitschriften setzten sich mit dem Musical auseinander – Variety (USA), Monthly Film Bulletin (UK), Films Illustrated (UK), Films and Filming (UK), Continental Film Review (UK), Film Review Digest (USA), The Listener (UK) und Screen International (UK). Auch in Massenmedien gab es durchaus ein größeres Echo, selbst in seriösen Zeitungen wie der Los Angeles Times (24. Juni 1976, S. 15) wurde der Film besprochen.
- In der Chicago Sunday Times beschrieb der Kritiker Roger Ebert den Film als eher sexy und reizvoll denn aufdringlich. Die meisten Gags, Dialoge, Choreographien und Kostüme sind witzig, die schwungvollen Tanzeinlagen und mitreißenden Lieder sind abwechslungsreich und haben dem spritzigen Musical zu seinem Erfolg verholfen. Bud Townsend ordnet den Personen und Stimmungen bestimmte musikalische Motive und Melodien zu, was das Geschehen am Filmset mit den Liedern verbindet und damit einen Rahmen um die Darstellung des Geschehens und die musikalische „Verpackung“ bildet. Ronald M. Hahn schreibt über den Film: „Ein professionell gemachtes erotisches Musical, dem man sein geringes Budget nicht ansieht“ (Ronald M. Hahn: Das Heyne Lexikon des erotischen Films, München 1993, S. 13).
- Das Lob kam auch vom Branchenblatt der Unterhaltungsindustrie Variety (8. September 1976, S. 20): „Bucky Searles' lyrics and music are surprisingly adroit, lending strong support to the bouncy, innocent air the film tries for.“ Das katholische Lexikon des internationalen Films urteilte jedoch erwartungsgemäß strenger: „Geschmäcklerisch-kunstgewerblicher Versuch, das Kinderbuch von Carroll für Erwachsene aufzubereiten. Die Ausflüge in die Regionen des Erotik-Musicals sind eher peinigend.“
- Berndt Schulz vertritt dagegen in seinem Buch Die Geschichte des erotischen Films – Liebe und Lust im Kino: Vom zarten Kuss zum harten Sex die Meinung, die einzelnen Episoden seien charmant von den Schauspielern gemeistert und Kristine DeBell sei – mit ihrer erotischen Ausstrahlung – in der Rolle des jungen naiven Mädchens frisch, natürlich und überzeugend. Das Playboy-Model gibt sich als relativ unbedarfte aber durchaus talentierte Debütantin sogar in sexuell direkten Szenen, in denen ihr ziemlich angsteinflößende Dinge widerfahren, temperamentvoll, sinnlich und bezaubernd. Dank der behutsamen Regieleistung von Townsend wirkt sie in den stimmungsvoll inszenierten, mit romantischer Musik (typisch 70er Jahre, wie der ganze Soundtrack im Film) untermalten Soft- und Hardcore-Freiluftaufnahmen innerlich weich, verletzlich, zart und sehr gefühlvoll. Fellatio und Geschlechtsverkehr verkommen so nicht zur sportlichen Leistung, Langeweile und Routine, sondern ergeben sich nachvollziehbar aus einer Reihe von aufeinander folgenden Situationen – ein Schritt nach dem anderen. Aufrichtig, humorvoll und ohne Selbstzensur erzählt der Film in schönen Bildern von Alices intimsten Erlebnissen und Phantasien, ihrer Freude am Experiment und der brennenden Sehnsucht, die sie treibt. „Ein skurriler Unterhaltungsspaß, der freilich bei allen Qualitäten die Hintergründigkeit der Vorlage veräußerlicht“ (Bernd Schulz: Die Geschichte des erotischen Films, Hamburg 1992).

## Versionen
Etwas Besonderes im Pornobereich ist der Film nicht zuletzt dadurch, dass der Film als Musical konzipiert ist. Es existieren sogar Fassungen des Films, bei denen alle Hardcoreszenen geschnitten wurden. So gibt es in Deutschland eine 88-minütige Langfassung und eine 72-minütige Kurzfassung. Die Kurzfassungen werden als erotische Musicals vertrieben. Der US-amerikanische Filmverleger Subversive Cinema Inc. hat im Dezember 2007 den Film in zwei Fassungen (X-Rated – Softfassung und XXX-Rated – Hardcorefassung) in einer technisch rekonstruierten Version als Region-1-DVD erneut auf den Markt gebracht.

## Neuverfilmung
2012 entstand eine Low-Budget-Produktion Adventures Into the Woods: A Sexy Musical mit Allie Haze, Monica Mayhem und Ron Jeremy in der Regie von Rolfe Kanefsky. Diese Neuverfilmung des Stoffs lässt das Ansinnen erkennen, den erfolgreichen und beliebten Film Alice in Wonderland mit Kristine DeBell mit einigen Abwandlungen der Handlung zu kopieren. Das Remake bleibt also den Genres Softcore-Komödie und Musical treu. Durch einen erkennbaren Anklang an das Schauspiel von DeBell wird erkennbar, dass der Regisseur das Werk von Bud Townsend kannte, und oft auf die einzelnen Episoden seines Films anspielt.